# محمد كوني (كرة سلة)
محمد كوني (بالفرنسية: Mohamed Koné) مواليد 24 مارس 1981 في أبيدجان، هو لاعب كرة سلة فرنسي. بدأ مسيرته الاحترافية في سنة 2006. يلعب في الدوري الفرنسي لكرة السلة الدرجة الثانية. يحمل الرقم 15. يبلغ طوله 6 قدم 11 بوصة (2.1 م).

## المسيرة الاحترافية
لعب مع إلان شالون في الدوري الفرنسي في موسم 2006–2007، ثم لعب مع إردميرسبور في موسم 2009–2010، ثم لعب مع سان سباستيان غيبوثكوا بي سي في الدوري الإسباني في موسم 2010–2011، ثم لعب مع نادي أليكانتي لكرة السلة في موسم 2011–2012، ثم لعب مع السد في موسم 2015–2016.

## روابط خارجية
- محمد كوني على موقع الاتحاد الدولي لكرة السلة (الإنجليزية)
- محمد كوني على موقع الدوري الإسباني لكرة السلة (الإسبانية)
- محمد كوني على موقع كرة السلة الأوروبية.كوم (الإنجليزية)
- محمد كوني على موقع كلية كرة السلة في سبورتس رفرنس.كوم (الإنجليزية)
- محمد كوني على موقع ريلجم (الإنجليزية)
- محمد كوني على موقع بروبوليرز (الإنجليزية)
- محمد كوني على موقع سبورتس رفرنس (الإنجليزية)